# Nazionale maschile di pallacanestro di Trinidad e Tobago
La nazionale di pallacanestro di Trinidad e Tobago è la rappresentativa cestistica di Trinidad e Tobago ed è posta sotto l'egida della Federazione cestistica di Trinidad e Tobago.

## Piazzamenti

### Campionati centramericani
- 1971 - 6°
- 1987 - 6°
- 1989 - 9°
- 2010 - 10°

### Campionati caraibici
- 2007 - 9º
- 2009 - 4º

## Formazioni

### Campionati centramericani
Campionato centramericano maschile di pallacanestro 20104 Young, 5 Joseph, 6 Kewis, 7 Carter, 8 Christian, 9 Haywood, 10 Lamont, 11 Williams, 12 Trim, 13 Ashby, 14 Benjamin,        All. Terry Layton

### Campionati caraibici
Campionato caraibico maschile di pallacanestro 2000Binoe, Williams, All. -
Campionato caraibico maschile di pallacanestro 20074 Boxill, 5 Brereton, 6 Benjamin, 7 Ashby, 8 Christian, 9 Alleyne, 10 Williams, 11 Headley, 13 Patrick, 14 Lewis, 15 Vincent,        All. -
Campionato caraibico maschile di pallacanestro 20094 Young, 5 George, 6 Kewis, 7 Garcia, 8 Christian, 9 Alfred, 10 Williams, 11 George, 12 Pompey, 13 Ashby, 14 Benjamin, 15 Rowley,        All. Terry Layton